# Kultura Głuchych
Kultura Głuchych – według dr Barbary Kannapell, niesłyszącej profesor socjologii na Uniwersytecie Gallaudeta, założycielki organizacji „Deaf Pride”, jest to zestaw wyuczonych zachowań i spostrzeżeń, które kształtują wartości i normy głuchych ludzi na podstawie podobnych lub wspólnie dzielonych doświadczeń.

## Historia
Początki kultury Głuchych związane są z powstaniem szkół specjalnych dla głuchych z internatem. Mimo iż szkoły takie istnieją od ponad 200 lat, dopiero w latach 60. XX wieku zaczęto dostrzegać społeczności głuchych. Wiązało się to ściśle z początkiem badań naukowych nad amerykańskim językiem migowym (ASL) i docenieniem jego znaczenia. W 1965 roku na Uniwersytecie Gallaudeta głuchy współpracownik Williama Stokoe’a, Carl Cronenberg, napisał w Słowniku ASL dodatek pt. Społeczność językowa. Od tamtego czasu zmieniło się spojrzenie Głuchych na swoją własną kondycję. Coraz częściej Głuchota (Deafhood) rozumiana jest po prostu jako sposób bycia i życia, sposób równie dobry jak inne.
Na Uniwersytecie Gallaudeta powstało też rozróżnienie dwóch terminów: „głuchy” i „Głuchy” (ang. „deaf” i „Deaf”). Pierwszy oznacza najczęściej głuchych, którzy na jakimś etapie życia utracili słuch, lecz nie identyfikują się z tą społecznością. Natomiast drugi termin odnosi się do osób, którzy głuchotę traktują jako element ich tożsamości językowo-kulturowej.

## Charakterystyka
Specyfika kultury Głuchych wynika częściowo z samej natury głuchoty, z wizualnego postrzegania świata przez ludzi głuchych, częściowo zaś jest efektem życia grupowego – najpierw w internacie, a potem we wspólnocie poza nim. Więzi zadzierzgnięte w szkole dla głuchych są podtrzymywane i pielęgnowane przez całe życie. Kultura Głuchych jest kolektywistyczna, w przeciwieństwie do silnie indywidualistycznej kultury społeczeństw słyszących Zachodniej Europy i Stanów Zjednoczonych. Oznacza to, że premiuje harmonijne relacje pomiędzy członkami, dzielenie się informacjami, wspólne podejmowanie decyzji, a niekoniecznie sukces jednostki. 
Główne zainteresowania społeczności Głuchych jako całości to ochrona języka, kształcenie dzieci głuchych, organizacja życia społecznego i towarzyskiego ludzi Głuchych.
Język migowy jest wartością szczególnie ważną i cenną. Lata dezawuacji posługiwania się językami migowymi rozpoczęte niesławnym kongresem w Mediolanie (1880), na którym głoszono doktrynę oralistyczną, postawiły język migowy w centrum zainteresowania społeczności Głuchych. Umiejętność barwnego i przejrzystego opowiadania w języku migowym jest jego częścią. Świadczą o tym opowiadania, poezja, humor czy zabawy językowe. Przez długi czas nie istniał szeroko znany sposób zapisu języków migowych, dlatego większość tej spuścizny była przekazywana w bezpośrednim kontakcie, podobnie jak ma to miejsce w wielu kulturach niepiśmiennych zwłaszcza pozaeuropejskich.
Na całokształt dorobku duchowego i materialnego społeczności Głuchych składają się również: 
- grupowo pielęgnowane postawy, wierzenia i przekonania (odrzucenie oralizmu, sprzeciw wobec medykalizacji fenomenu głuchoty, nabożny szacunek dla rąk jako najważniejszej części ciała itp.),
- swoisty kodeks towarzyski, czyli savoir-vivre,
- sztuki wizualne (sztuki plastyczne, film, teatr, szczególnie nurtu zaangażowanego, zwanego deaf-artem),
- organizacja życia społecznego i towarzyskiego (kluby i świetlice, organizacje polityczne i kulturalne, organizacje sportowe, wydarzenia, Deaflympics, dni świąteczne),
- historia, będąca w dużej mierze historią walki z dyskryminacją i wyzwalania się z zależności od słyszącej większości.

## Inkulturacja
Włączenie się w kulturę Głuchych następuje na dwa sposoby: 
- w rodzinie Głuchej,
- w szkole dla głuchych z internatem.

Ogromna większość dzieci niesłyszących rodzi się w rodzinach słyszących (statystyki w Stanach Zjednoczonych podają 96%, Skandynawia 97%). Z reguły więc włączenie się jednostki w kulturę Głuchych (proces inkulturacji) następuje nie w momencie urodzenia, lecz dużo później, zwykle po rozpoczęciu nauki szkolnej. Tam dokonuje się zmiana kulturowego kodu – odchodzimy stopniowo od tego, co zostało nam dane w momencie urodzenia, przyjmujemy to, co uważamy, że powinno być nam dane. Obecnie jednak coraz więcej dzieci kończy szkoły integracyjne albo nawet zwykłe masowe. U nich ten proces włączania się w kulturę Głuchych jest jeszcze bardziej opóźniony, przypada na okres studiów i dorosłego życia.

## Terminologia
- słowo „Głuchy” pisane wielką literą, oznacza członka określonej mniejszości językowej – osobę, dla której język migowy (w Polsce PJM) jest pierwszym i/lub preferowanym sposobem porozumiewania się. Do tak rozumianych Głuchych mogą należeć osoby całkowicie niesłyszące, niedosłyszące, a także CODA pozytywni – słyszące dzieci niesłyszących rodziców akceptujące społeczność Głuchych. Zazwyczaj nie zdarza się, aby dołączyły do tej społeczności osoby późnoogłuchłe.
- „głuchy” od małej litery oznacza osobę, u której stwierdzono ubytek słuchu w stopniu głębokim.